# Schizura romani
Schizura romani är en fjärilsart som beskrevs av Felix Bryk 1953. Schizura romani ingår i släktet Schizura och familjen tandspinnare. Inga underarter finns listade.